# Carlos González Príncipe
Carlos Alberto González Príncipe (Vigo, 27 de mayo de 1956) es un político español que desempeña sus actividades políticas en Galicia. 
Estudió en el Colegio Alba en Vigo y Medicina en Santiago de Compostela.Tiene cuatro hijos. Es pediatra del centro de salud de Teis (Vigo). Profesor asociado de la Escuela de Enfermería de Vigo (1980-1982). Afiliado a la Unión General de Trabajadores (UGT). Ha publicado más de 45 ensayos de pediatría en España y en el extranjero. Premio Suárez Perdiguero de nutrición infantil.
Militó en el PSOE, por el cual fue teniente de Alcalde (1983-1991 y en 1999), portavoz del Grupo Socialista Ayuntamiento de Vigo (Pontevedra) durante el periodo 1995-1999. Fue alcalde de Vigo (1991-1995) en coalición con el Partido Socialista Galego-Esquerda Galega y el Bloque Nacionalista Galego, con el cual tuvo diversas disputas, diputado en el Parlamento de Galicia (1990-1993) y senador (1996-2004) donde fue Secretario 2º en la Comisión de Presupuestos y Viceportavoz en la Comisión de Agricultura, Ganadería, Pesca y Alimentación.
En enero de 2015 fue expulsado del PSOE, después de haber denunciado la supuesta corrupción de algunos miembros de la alcaldía viguesa, también del PSOE.